# Cité des congrès de Nantes
Pour les articles homonymes, voir La Cité.
La Cité des Congrès de Nantes (anciennement « Cité internationale des congrès de Nantes ») est le centre des congrès de la ville de Nantes en France. Il accueille aussi bien des événements à caractère professionnel que des manifestations culturelles et sociétales. 

## Localisation
La Cité est située dans le centre-ville, au sein du quartier international d'affaires Euronantes, sur un terrain encadré par l'avenue Jean-Claude-Bonduelle (à l'ouest), la rue de Valmy (au nord), le quai Ferdinand-Favre (à l'est, en bordure du canal Saint-Félix) et la rue de Fleurus (au sud, qui permet d'accéder au pont de Tbilissi).
À proximité immédiate, on trouve également le siège de Nantes Métropole, Le Lieu unique, la gare SNCF (accès sud), l'ancien Stade Marcel-Saupin.
Le centre des Congrès est desservi par la ligne 4 du Busway (station Cité des Congrès) et est situé à plus de 300 mètres au sud de la station Duchesse Anne - Château des Ducs de Bretagne de la ligne 1 du tramway (également desservie par le Busway).

## Architecture

Façade sud, vue de la rue de Fleurus.

Il s'agit de la principale réalisation décidée lors du mandat de Michel Chauty. Elle est édifiée de 1986 à 1992 pour un coût total de 800 millions de francs. 
Au terme d'un concours international, le choix s'est porté sur le projet des architectes Yves Lion et Alan Levitt sur lequel travaille Marc Mimram en tant qu'ingénieur structures. 
Les lignes directrices du plan sont l'alignement sur le boulevard Carnot et l'ouverture sur le canal Saint-Félix. L'ensemble comporte deux éléments distincts relié entre par la « grande galerie » : 
- à l'ouest, le centre des congrès construit autour d'une nef polyvalente (la « grande halle »). Sur le côté nord-est de celui-ci se dresse un hôtel 4 étoiles de la chaine Novotel.
- à l'est un « grand auditorium » de 2 000 places qui s'ouvre, via une galerie qui articule la circulation dans la cité, sur un parvis couvert d'ardoise. Les architectes ont créé des contrastes en utilisant des revêtements différents[3].

Sous la cité a été aménagé un parc de stationnement de 500 places.
La Cité — dont l'accès s'effectue par deux parvis distincts (un pour la « Grande Halle » et un pour le « Grand auditorium ») donnant sur la rue de Valmy —, dispose d'espaces modulables d'exposition et de salles de réunion (de 15 à 300 places) disposés autour de la Grande Halle et comporte également 3 auditoriums dont le Grand auditorium de 2 000 places qui est, avec celui du centre de congrès d'Angers, la salle habituelle dans laquelle se produit l'Orchestre national des Pays de la Loire. La fosse amovible du grand auditorium permet aussi d'y accueillir régulièrement des opéras, produits par Angers-Nantes Opéra (Aida en 1996, Elektra en 2005, Le Mandarin merveilleux et Le Château de Barbe-Bleue en 2007, Tristan et Iseult en 2009).

## Projet d'extension
Lors de ses vœux du 3 janvier 2017, la présidente de Nantes Métropole Johanna Rolland annonce un projet d'extension de la Cité des congrès à l’horizon 2022.
En avril 2019, Nantes Métropole lance un appel d'offres en vue d'agrandir la cité des congrès vers le quai Magellan sur le bord de Loire, incluant la création d'une salle de 1.700 places assises. Le début des travaux est prévu en 2023 pour une ouverture en 2026 et un coût de 55 millions d’euros
Le projet d'extension est cependant suspendu à la suite d'un accord conclu entre les deux tours des élections municipales de 2020.

## Événements annuels majeurs
- La Folle Journée : rassemblement international de concerts de musique classique (février)
- Utopiales : festival international de la science-fiction de Nantes (fin octobre - début novembre)
- Tissé Métisse : festival pour l'accès à la culture et contre la discrimination (novembre ou décembre)
- Nantes Digital Week : 10 jours d'événements autour des cultures numériques (Septembre)

## Autres événements
La Cité des Congrès de Nantes accueille régulièrement d'importants événements européens et internationaux :
- Le Colloque Européen de Planétologie (2011 et 2015)
- Velo-city (2015)
- Les Utopiales (depuis 2000)